# 鄭善敬
鄭善敬（韓語：정선경，1971年2月8日—），韓國女演員。代表作品《张禧嫔》《明成皇后》等。

## 演出作品

### 電視劇
- 1995年：SBS《張禧嬪》飾演 張禧嬪
- 2001年：SBS《honeyhoney》
- 2002年：KBS《明成皇后》飾演 永寶堂李尚宮
- 2003年：KBS《武人時代》飾演 崔氏
- 2003年：MBC《可愛的女人》飾演 崔承恩
- 2004年：KBS《原諒》
- 2005年：SBS《重返單身》
- 2005年：SBS《薯童謠》飾演 麻奈毛津
- 2006年：SBS《我也要去》飾演 慶淑
- 2007年：SBS《追趕江南媽媽》飾演 李美京
- 2009年：MBC《泰熙慧喬智賢》飾演 鄭善敬
- 2013年：JTBC《宮中殘酷史－花的戰爭》飾演 韓玉
- 2013年：KBS《漂亮男人》飾演 李金
- 2014年：KBS《攀上天空之壁》
- 2016年：KBS《任意依戀》飾演 李恩秀

### 電影
- 1994年：《To You From Me》
- 1995年：《A Hot Roof》
- 1996年：《Kill The Love》
- 1997年：《Lament》（又譯：地上滿歌）
- 1997年：《Threesome / Trio》
- 2000年：《身魂旅行》
- 2004年：《童行歲月》
- 2007年：《Dimmer》
- 2009年：《父山》
- 2011年：《奇怪的客人們》
- 2016年：《男與女》